# 10036 McGaha
10036 McGaha este un asteroid din centura principală de asteroizi.

## Descriere
10036 McGaha este un asteroid din centura principală de asteroizi. A fost descoperit pe 24 iulie 1982 la Stația Anderson Mesa de Edward L. G. Bowell. El prezintă o orbită caracterizată de o semiaxă mare de 2,43 ua, o excentricitate de 0,23 și o înclinație de 3,8° în raport cu ecliptica.